# Dora Hitz
Dora Hitz (30 de marzo de 1856 en Altdorf cerca de Núremberg-20 de noviembre de 1924 en Berlín) fue una pintora alemana influenciada por el simbolismo y el impresionismo. Hitz fue pintora de la corte de la familia real rumana y cofundadora de la Secesión de Berlín.

## Vida
Cuando Dora Hitz tenía seis años, se trasladó a Ansbach con sus padres (Lorenz Johannes Hitz y Anna Elisabeth, de soltera Meyer). A los trece años se fue a Múnich para estudiar en la "Escuela de Pintura de Damas de Frauenrat Weber". Sus maestros fueron Wilhelm von Lindenschmit el Joven y Heinrich Stelzner. En Múnich, en la exposición de arte e industria de 1876, Hitz conoció a Elisabeth zu Wied (1843-1916) que, a través de su matrimonio con un príncipe Hohenzollern, era la reina de Rumania. Ella la nombró pintora de la corte real rumana. Para la sala de música del castillo de Peleș en Sinaia ( Cárpatos ), Dora Hitz pintó frescos en las paredes basados en motivos poéticos de la reina, conocida como escritora bajo el seudónimo de Carmen Sylva. Hitz también diseñó decoraciones de libros para ella y ejecutó pinturas al óleo.
A partir de 1880 Hitz vivió en París para estudiar con Luc-Olivier Merson, Gustave Courtois, Jean-Joseph Benjamin-Constant y Eugène Carrière, quien la animó especialmente. En 1886/87 regresó a Rumania por un corto tiempo. En París pasó mucho tiempo con Eugen Jettel, Otto Thoren, Karl Köpping y conoció a Hermann Bahr.  Siguieron estancias en Bretaña (1890) y Normandía (1891/92). En 1890 fue aceptada como miembro del salón de la " Société des Artistes Français "; allí fue galardonada con una medalla. En 1891 recibió la membresía en la impresionista "Associé du Champs de Mars", desde 1892 en la "Société Nationale des Beaux Arts", en cuyas exposiciones participó regularmente. En Bélgica fue miembro honoraria de la " Société royale belge des aquarellistes".
Después de una breve estancia en Dresde (1891), Dora Hitz se trasladó a Berlín en 1892, donde, como miembro de la “Asociación de Artistas y Amigos del Arte de Berlín”, encontró acceso a los círculos liberales de clase alta, lo que le dio muchos encargos importantes de retratos. En 1894 fundó una escuela de pintura para mujeres. Además, dirigió un estudio en la Lützowplatz en el Tiergarten. Retrató entre otras a Margarethe Hauptmann, esposa del gran escritor Gerhart Hauptmann. También era amiga de Käthe Kollwitz.
De 1892 a 1921 fue miembro de la Asociación de Artistas de Berlín (VdBK). En 1898 fue miembro del Grupo de los XI, precursor de la Secesión de Berlín, de la que fue una de los miembros fundadores. Como una de los primeros miembros de la Deutscher Künstlerbund, Dora Hitz participó en su tercera exposición anual en Weimar en 1906 con la pintura al óleo Retrato de Frau M.H.  - por esta Hitz recibió el Premio Villa Romana del DKB en la exposición y una beca, combinada con una estancia en Florencia. En 1913 se unió a la “ Freie Secession ”. También era amiga de Max Beckmann.
Durante la Primera Guerra Mundial, la pintora tuvo problemas económicos, enfermó y se aisló socialmente cada vez más. En 1924 murió en Berlín. La Galería F. Gurlitt celebró una exposición conmemorativa de 1925 para Dora Hitz.

## Obra
Dora Hitz pintó principalmente figuras, especialmente retratos de mujeres, niñas y madres, a veces en el estilo del simbolismo. Desde su estancia en Francia pinta sobre todo óleos, gouaches y acuarelas de estilo impresionista.
Las obras de Dora Hitz se pueden encontrar en la Galería Nacional de Berlín, el Museo de Bellas Artes de Leipzig y en la Colección de Pinturas y Esculturas de la Ciudad de Núremberg. A principios de 2016, la artista figuró en la exposición colectiva Empatía y Abstracción. Representando la era moderna de la mujer en Alemania en la Bielefelder Kunsthalle.

## Selección de obras

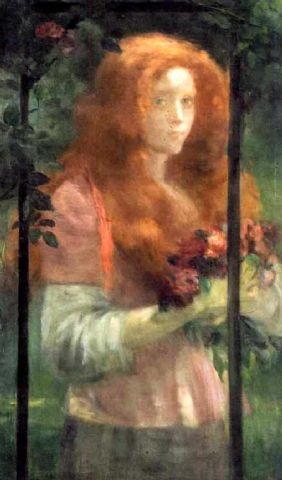
Dämmerung
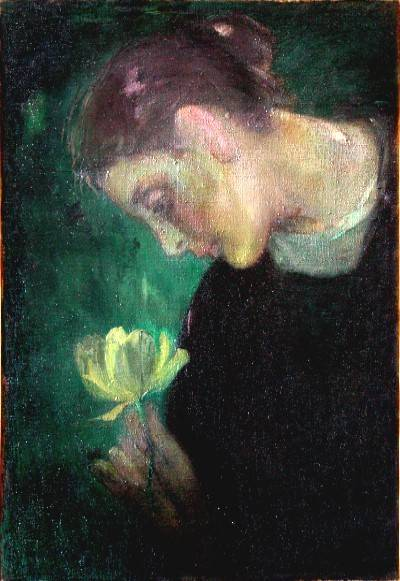
Der Blumenkelch
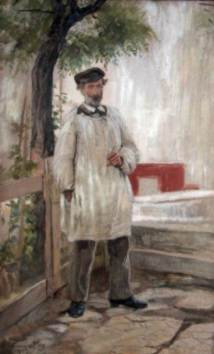
Der Maler Ed. Francois Aman-Jean
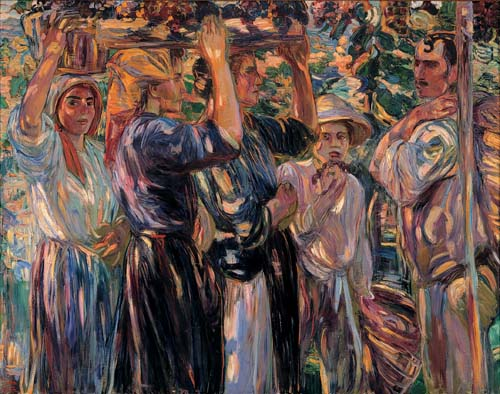
Weinernte
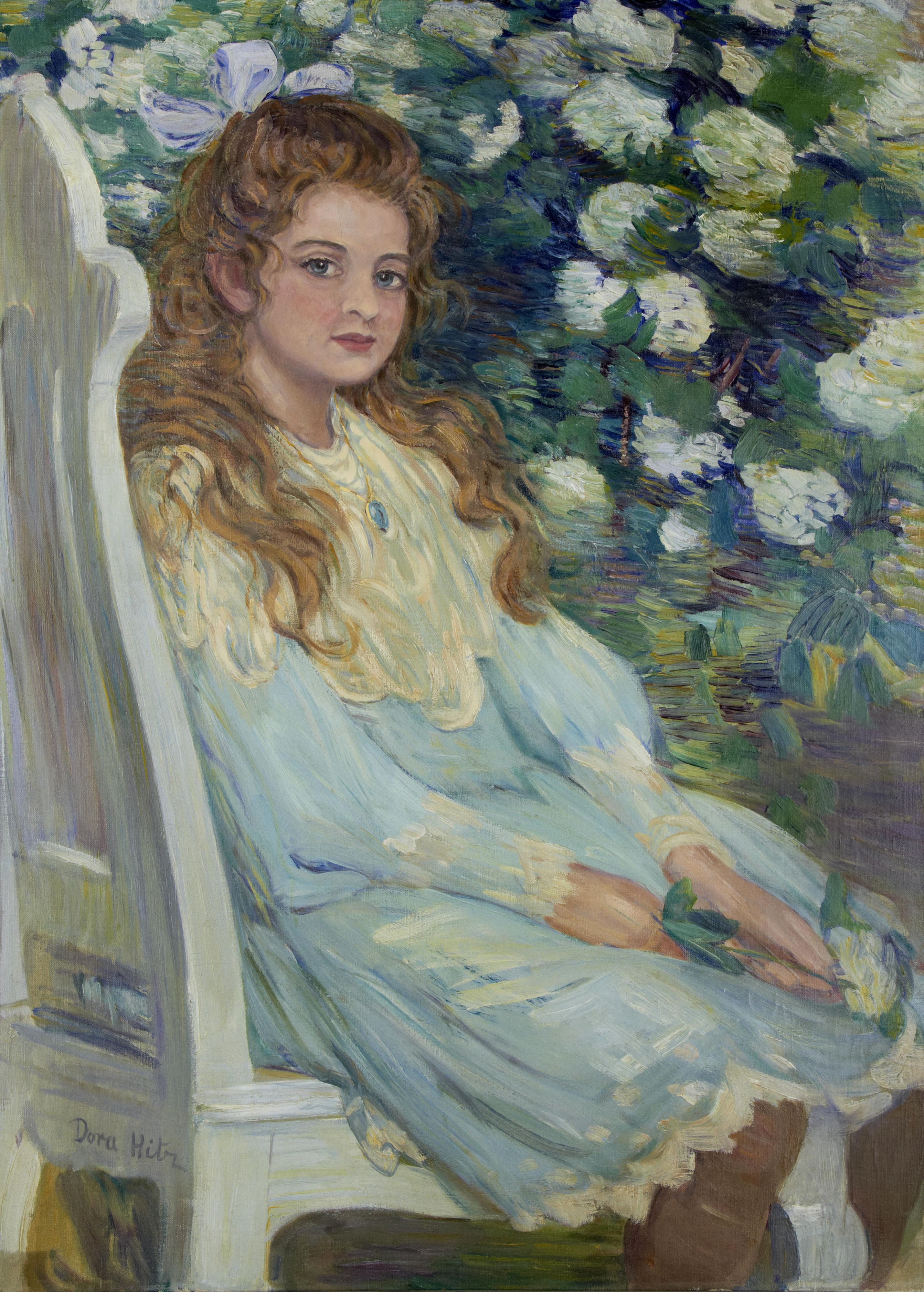
Porträt eines Mädchens
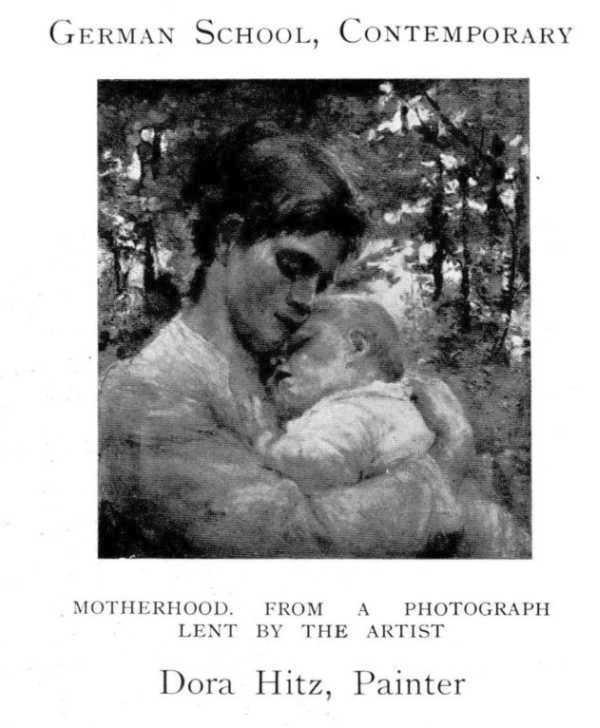
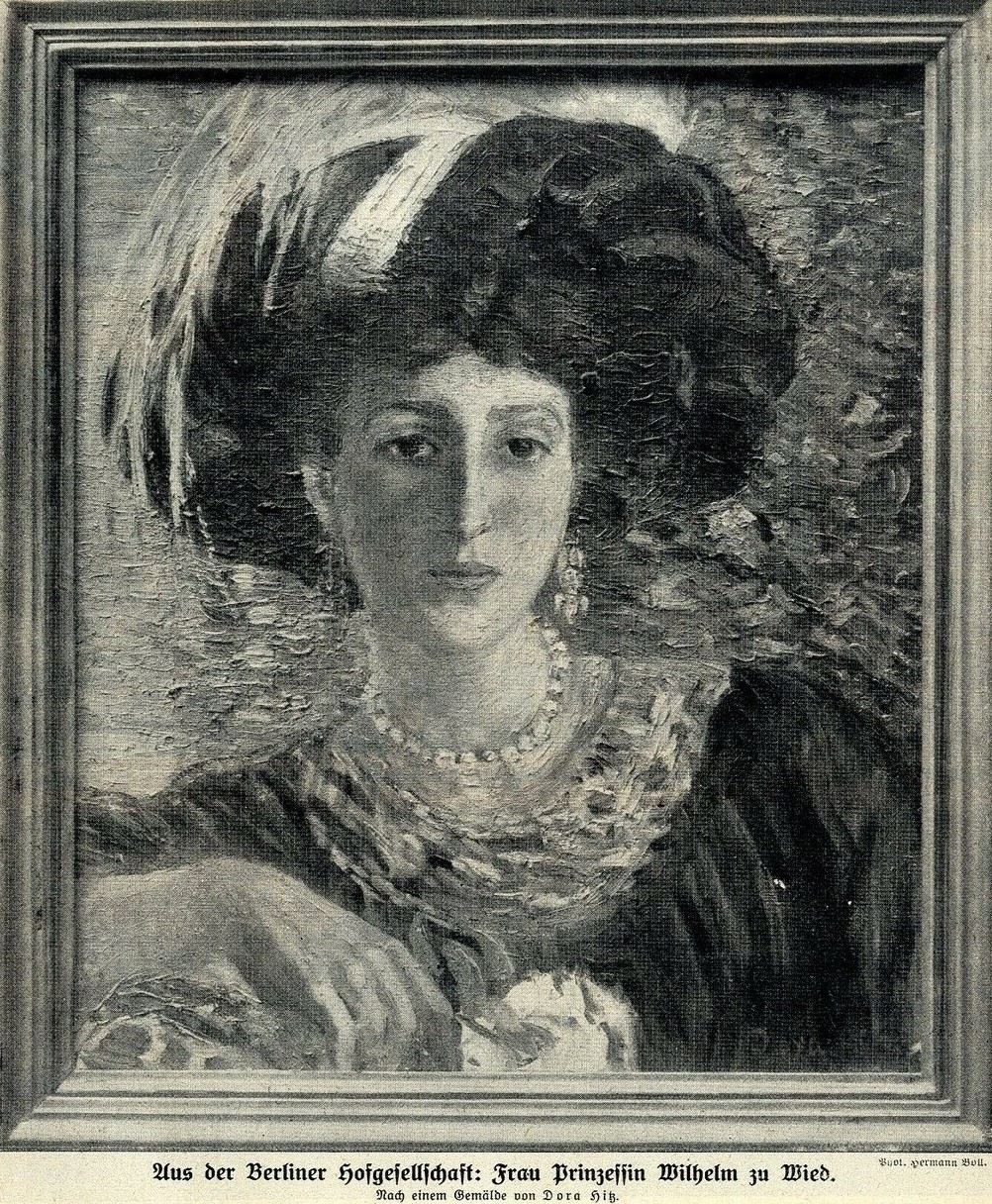
Porträt der Prinzessin Wilhelm zu Wied
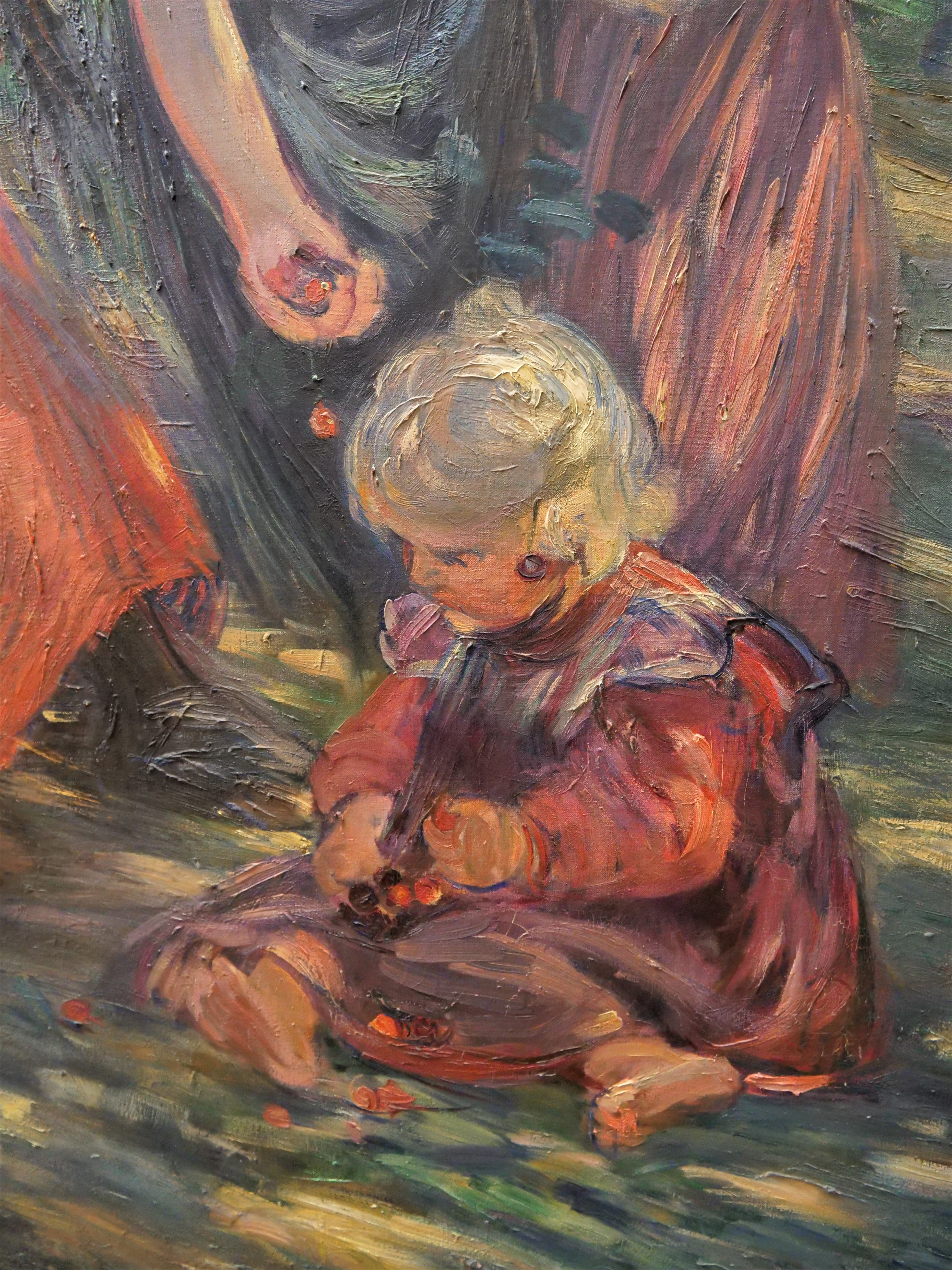
Dora Hitz, Kirschenernte - Ausschnitt, 1905
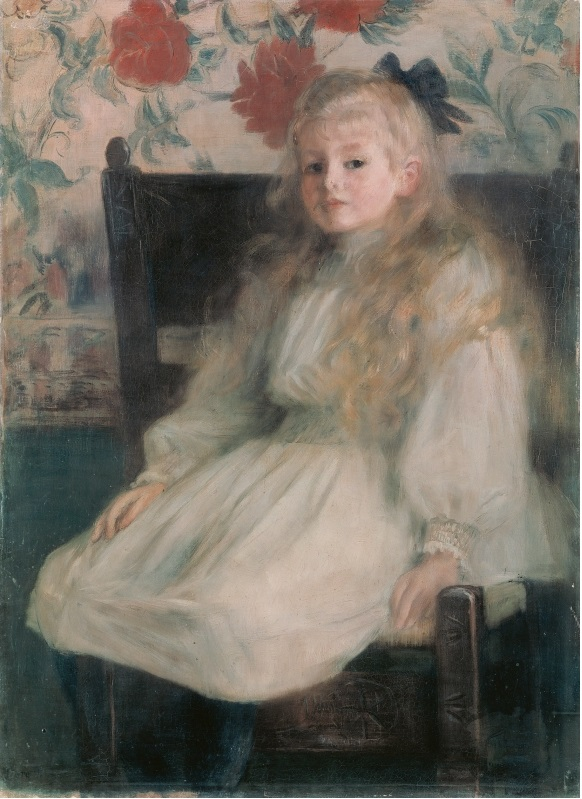
Dora Hitz- Portrait of a girl - Gemäldegalerie
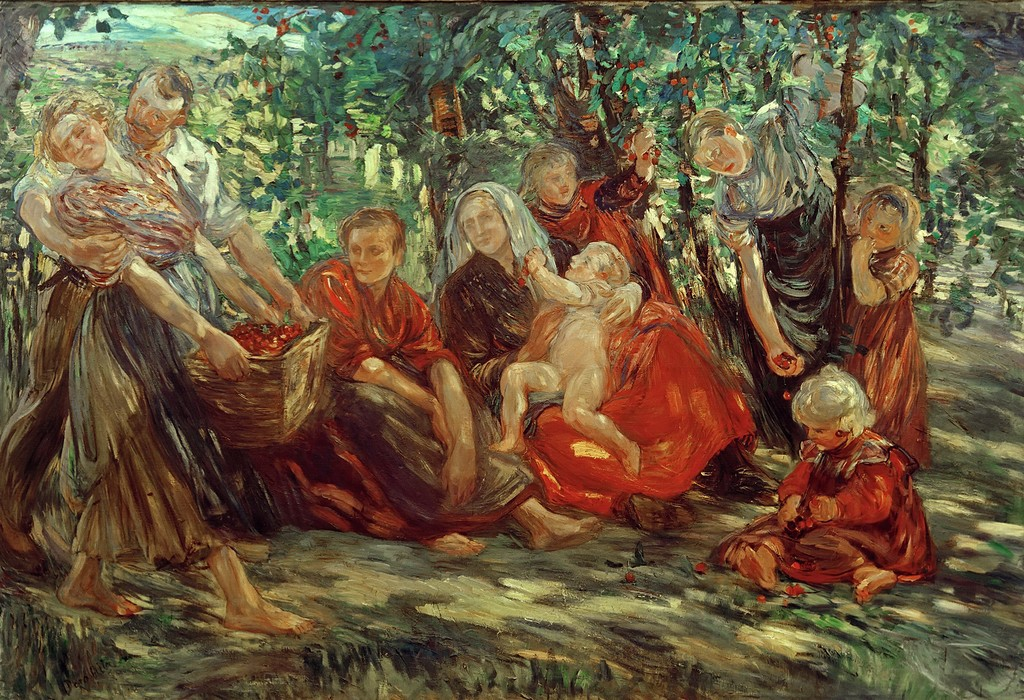
Kirschenernte
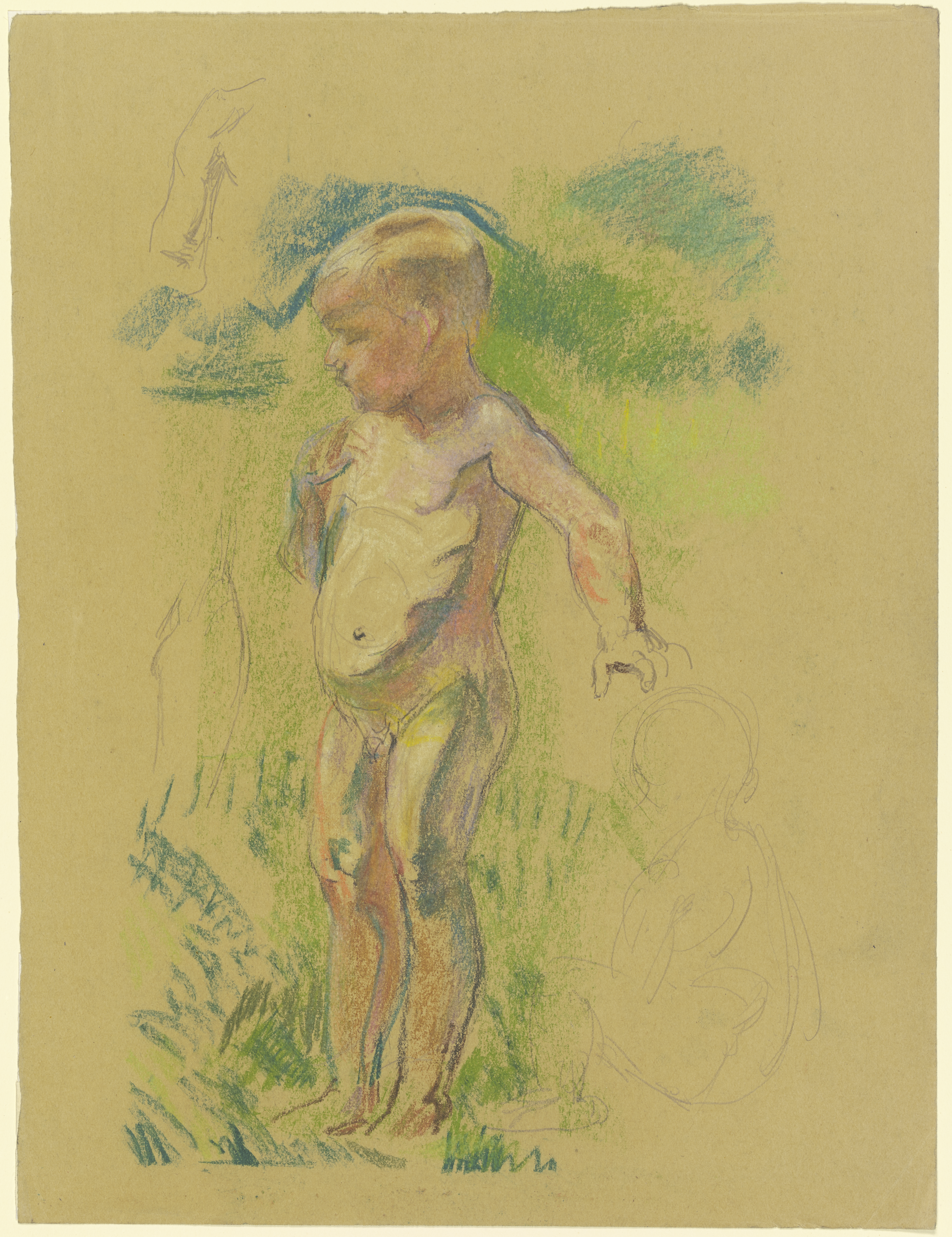
Nude of a child